# Campionat del Món de motocròs 1958
La temporada de 1958 del Campionat del Món de motocròs fou la 2a edició d'aquest campionat, organitzat per la FIM. El calendari oficial constava de 10 Grans Premis, celebrats entre el 20 d'abril i el 17 d'agost.
Aquell any es disputà la segona i darrera edició de la Coup d'Europe de motocròs en la categoria de 250cc, ja que a partir de 1959 aquesta competició passaria a anomenar-se Campionat d'Europa ("European Championship").

## Sistema de puntuació
Barem de puntuació de 1952 a 1969:
| Posició | 1 | 2 | 3 | 4 | 5 | 6 |
| Punts   | 8 | 6 | 4 | 3 | 2 | 1 |

| Resultats que computen                         |
| 1/2 + 1 dels GP (cal acabar-hi les 2 mànegues) |

## 500 cc

### Classificació final
| Posició | Pilot               | Motocicleta  | Punts          |
| ------- | ------------------- | ------------ | -------------- |
| 1       | René Baeten         | FN           | 42 net/46 brut |
| 2       | Bill Nilsson        | Crescent-AJS | 34 net/36 brut |
| 3       | Sten Lundin         | Monark       | 33             |
| 4       | John Draper         | BSA          | 24             |
| 5       | Hubert Scaillet     | FN           | 19             |
| 6       | Jeff Smith          | BSA          | 18 net/20 brut |
| 7       | Lars Gustavsson     | Monark       | 10             |
| 8       | Albert Dirkx        | BSA          | 8              |
| 9       | Gunnar Johansson    | Crescent-BSA | 8              |
| 10      | Raymond Sigvardsson | AJS          | 6              |

## II Copa d'Europa 250 cc

### Classificació final
| Posició | Pilot              | Motocicleta       | Punts          |
| ------- | ------------------ | ----------------- | -------------- |
| 1       | Jaromir Cizek      | Jawa oficial      | 56 net/64 brut |
| 2       | Rolf Tibblin       | Husqvarna oficial | 27             |
| 3       | Rolf Müller        | Maico oficial     | 26             |
| 4       | Klaus Kaemper      | Maico             | 20             |
| 5       | Frantisek Ron      | Jawa oficial      | 20             |
| 6       | Lennart Dahlen     | Husqvarna         | 16             |
| 7       | Stieg Rickardsson  | Husqvarna oficial | 14             |
| 8       | Fritz Betzelbacher | Maico oficial     | 13             |
| 9       | Roman Zurawiecki   | Maico             | 8              |
| 10      | Antonio Moretti    | Mi-Val oficial    | 7              |

## Resum: Podi final 1958
|           | 500 cc       | 500 cc   | 250 cc        | 250 cc    |
| Campió    | René Baeten  | FN       | Jaromir Cizek | Jawa      |
| Subcampió | Bill Nilsson | Crescent | Rolf Tibblin  | Husqvarna |
| Tercer    | Sten Lundin  | Monark   | Rolf Müller   | Maico     |